# Babe Pratt
Walter „Babe“ Pratt (* 7. Januar 1916 in Stony Mountain, Manitoba; † 16. Dezember 1988 in Vancouver, British Columbia) war ein kanadischer Eishockeyspieler, der von 1935 bis 1947 für die New York Rangers, Toronto Maple Leafs und Boston Bruins in der National Hockey League spielte.

## Karriere
Aus seiner Heimat in Manitoba reiste er mit dem Güterzug an, um für die Kenora Thistles zu spielen und holte in seiner 26-jährigen Karriere 15 Titel. Der erste Gewinn des Stanley Cups gelang ihm mit den New York Rangers 1940. Zusammen mit Ott Heller war seine Abwehrreihe maßgeblich daran beteiligt, dass sein Team nur 77 Gegentore in 48 Spielen hinnehmen musste. Vier Jahre später war er in Toronto der stärkste Spieler der Liga und gewann 1945 dort seinen zweiten Stanley Cup und erzielte dabei das entscheidende Tor im letzten Finalspiel.
Als Spielertrainer war er nach der NHL noch bei den New Westminster Royals tätig.
Nach seiner aktiven Karriere war er ab 1970 im Umfeld der Vancouver Canucks tätig. Dort starb er auch im Pacific Coloseum während eines Spiels der Canucks.
1966 wurde er mit der Aufnahme in die Hockey Hall of Fame geehrt.

## Auszeichnungen
- NHL First All-Star Team: 1944
- NHL Second All-Star Team: 1945
- Hart Memorial Trophy: 1944

## Rekorde
- 6 Assists als Verteidiger in einem Spiel (8. Januar 1944; Maple Leafs - Bruins 12:3) gemeinsam mit 5 weiteren Spielern.